# En Svensk Klassiker
En Svensk Klassiker (schwed., deutsch etwa Ein schwedischer Klassiker) ist die Bezeichnung für die Kombination von vier großen schwedischen Langstreckensportwettbewerben.
Die vier Wettbewerbe sind im Einzelnen:
- Skilanglauf: Wasalauf (Vasaloppet) im Hauptlauf oder der offenen Klasse (Öppet Spår) über je 90 km oder alternativ der Engelbrektslauf (Engelbrektsloppet) über 60 km
- Radsport: Vätternrunde (Vätternrundan) über 315 km
- Schwimmen: Vansbroschwimmen (Vansbrosimningen) über 3 km
- Crosslauf: Lidingölauf (Lidingöloppet) über 30 km

Die Bewältigung aller vier Strecken innerhalb von zwölf Monaten wird mit dem „Klassikerdiplom“ belohnt.